# Лало Шифрін
Борис Клаудіо «Лало» Шифрін (нар. 21 червня 1932 — 26 червня 2025) — аргентинсько-американський піаніст, композитор, аранжувальник і диригент.

## Життєпис
Починаючи з 1950-х років, писав музику для кіно й телебачення, поєднуючи у творах елементи класики, джазу та латиноамериканської музики. П'ятиразовий лауреат премії «Греммі», шестиразовий номінант на «Оскар» і чотириразовий на «Еммі».
Найвідоміші композиції Шифріна — теми до телесеріалів Місія нездійсненна і Меннікс, а також музика до фільмів: Холоднокровний Люк (1967), Булліт (1968), THX 1138 (1971), Вихід Дракона (1973), Чотири мушкетери (1974), Подорож проклятих (1976), Орел приземлився (1976), Жах Амітивіля (1979) і трилогії Година пік (1998—2007). Також широко відомий співпрацею з Клінтом Іствудом, зокрема в серії стрічок Брудний Гаррі.
У 2019 році Шифрін отримав почесну нагороду «Оскар» за унікальний музичний стиль, композиційну цілісність і значний внесок у розвиток кіномузики.
Помер 26 червня 2025 року внаслідок ускладнень від пневмонії.

## Фільмографія

### Кіно
- Темний Вбивця (1965)
- Холоднокровний Люк (1967)
- Булліт (1968)
- Лис (1967)
- Біди слідом за янголами (1968)
- Че! (1969)
- Герої Келлі (1970)
- Брудний Гаррі (1971)
- Обдурений (1971)
- THX 1138 (1971)
- Джо Кідд (1972)
- Вихід Дракона (1973)
- Сила Магнума (1973)
- Орел приземлився (1976)
- Подорож проклятих (1976)
- Жах Амітивіля (1979)
- Змагання (1980)
- Амітвіль 2: Одержимість (1982)
- Раптовий удар (1983)
- Афера 2 (1983)
- Година пік (1998)
- Година пік 2 (2001)
- Догори дригом (2003)
- Після заходу сонця (2004)
- Година пік 3 (2007)

### Телебачення
- 1965: Агенти U.N.C.L.E.
- 1966: Місія нездійсненна
- 1967: Меннікс
- 1969: Медичний центр
- 1974: Планета Мавп
- 1975: Старскі та Гатч
- 1976: Розшук
- 1982: Чиказька історія
- 1984: Блиск
- 1987: Чарівне піаніно Спаркі
- 1988: Місія нездійсненна (перезапуск)